# Melitaea pacifica
Melitaea pacifica är en fjärilsart som beskrevs av Ruggero Verity 1932. Melitaea pacifica ingår i släktet Melitaea och familjen praktfjärilar. Inga underarter finns listade i Catalogue of Life.